# San Sebastián de Yalí
San Sebastián de Yalí là một khu tự quản thuộc tỉnh Jinotega, Nicaragua. Khu tự quản San Sebastián de Yalí có diện tích 401 ki lô mét vuông. Đến thời điểm năm 2005, huyện San Sebastián de Yalí có dân số 26979 người.